# Bushido (Band)
Bushido ist eine chilenische Band aus Temuco.
Ihre Musikrichtung liegt im Bereich Nu-Metal, der Elemente aus dem Bereich Industrial Metal enthält. Der Musikrichtung der Band werden auch Einflüsse aus dem Bereich Progressive Metal und Aggro Metal zugeordnet.
Die Band hat bis jetzt zwei Studioalben veröffentlicht. Außerdem gibt es von ihr noch eine EP, einige B-Seiten und weitere Veröffentlichungen.

## Diskografie
- 2001: Bushido (Infierno Records)
- 2008: Singles (Infierno Records)
- 2010: Avance (nur auf MySpace, enthält drei Songs von dem Album Möbius)
- 2011: Möbius (Infierno Records)
- 2011: En Vivo Teatro Teletón (Infierno Records)